# Wizja lokalna (powieść)
Wizja lokalna – powieść z gatunku fantastyki naukowej Stanisława Lema, po raz pierwszy wydana nakładem Wydawnictwa Literackiego w roku 1982. 
Powieść opowiada o podróży Ijona Tichego na odległą planetę, Encję (co jest łacińskim tłumaczeniem nazwy własnej owego świata), w celu zbadania tamtejszej cywilizacji. Relacja jest niejako sprostowaniem: Tichy miał okazję (przynajmniej tak sądzono) odwiedzać Encję (zwaną wtedy Enteropią) podczas swojej Podróży czternastej, jednak, jak się okazuje, nie lądował wtedy na macierzystej planecie Encjan, lecz na doskonale spreparowanym świecie, mającym na celu zmylenie ewentualnych eksploratorów.

## Części książki
Składa się z czterech rozdziałów i suplementu:
1. W Szwajcarii – opisuje pobyt Ijona Tichego w Szwajcarii, który, poszukując miejsca na odpoczynek, otrzymuje jako darowiznę XVI-wieczny zamek. Jak się potem okazało, był to wybieg jego właściciela, przemysłowca Küssmicha, który chciał w ten sposób uniknąć konfiskaty budowli. W międzyczasie podróżnik poznaje profesora Rogera Gnussa, szefa Instytutu Maszyn Dziejowych, części Ministerstwa Spraw Zaziemskich (jego zadaniem jest nawiązywanie kontaktów dyplomatycznych z innoplanetarnymi cywilizacjami). Profesor zaprasza Tichego do siedziby IMD.
2. Instytut Maszyn Dziejowych – IMD dzieli się na wydziały, m.in. Kosmologii Finansowej, Fizyki, Ontologicznych Błędów i Wypaczeń, Teologii Nieziemskich itp. Podstawą działania ich wszystkich są dziejopiśnice, specjalne maszyny, które, opierając się na danych planetologicznych, chemicznych, fizycznych oraz raportach pierwodkrywców i badaczy (łącznie nazywa się te dane wsadem), tworzą dalszy ciąg tej zaziemskiej historii, w którą zostały wycelowane. Żadna z nich ani trochę nie zbliżyła się do ideału, czyli dokładnego opisu przyszłości danej cywilizacji. Relacja Tichego z pobytu na Enteropii zostaje włączona do jednego ze wsadów. W rezultacie otrzymuje on listy z Kurdlandii i Luzanii; z ich treści wynika, że zwiedzane przez podróżnika ciało niebieskie było falsyfikatem. Jednocześnie otrzymuje on zaproszenia na Encję (planetę Kurdlandczyków i Luzanów).
Przed podróżą Tichy otrzymuje dostęp do archiwów encjańskich, z których czerpie wiedzę o obu (pochodzących od ptaków) rasach rozumnych Encji:
- Kurdlandczycy – rasa, która swoje istnienie związała z kurdlami - olbrzymimi stworami (ok. 400 metrów długości), we wnętrzu których przebiega całe ich życie. Ten związek rozpoczął się w epoce strumów (od „strumień meteorytów”), czyli opadów meteorytów, kiedy to Człakowie (przodkowie Kurdlandczyków) chronili się w kurdlach, by uniknąć śmierci. W czasach późniejszych (za sprawą przywódcy Kurdlandczyków, zwanego Przewodniczącym) powiązano bytowanie w kurdlu ze starożytnymi mitami i przekonaniami, tworząc ideologię zwaną nacjomobilizmem.
- Luzanie – w przeciwieństwie do Kurdlandczyków postawili oni na rozwój techniki, co spowodowało w ich XXII wieku chaos informacyjny (nie było już wiadomo, gdzie dana informacja się znajduje), który omal nie doprowadził całej nauki do ruiny. Rozwiązaniem stało się wynalezienie bystrów - elementów logicznych, wielkości dużych molekuł. Dzięki nim tradycyjnie pojmowana nauka uległa unicestwieniu, bo bystry były w stanie stworzyć to, czego sobie dana osoba zażyczyła. Ich zadaniem było także uchronienie Luzanów od nieszczęść życiowych (dlatego nazywano je wirusami dobra).

3. W drodze – opis lotu Tichego na Encję. W celu zapewnienia sobie rozrywki instaluje na pokładzie statku dysputer, czyli maszynę, symulującą żywe osoby (podróżnik wybrał Bertranda Russella, Karla Poppera, Paula Feyerabenda, swojego adwokata, Sputnika Finkelsteina, kilku specjalistów od luzanistyki [nauki o Luzanii] oraz Szekspira). Tichy chciał w ten sposób poznać opinię filozofów, pisarzy i zwykłych ludzi na temat świata Luzanów.
4. Wizja lokalna – bohater najpierw ląduje w Kurdlandii, gdzie przeżywa spotkanie z okazałym kurdlem oraz jednym z tubylców, który uciekł z karkura (karnego kurdla, odpowiednika ziemskiego więzienia). Tichy dowiaduje się od niego wielu rzeczy o Kurdlandii, po czym ląduje w Luzanii. Tam zostaje najpierw porwany przez artystów-ekstremistów, ale prędko oswobodzony. Podróżuje po państwie Luzanów, poznaje działanie bystrów, historię kraju, jego doktryny filozoficzne, religię i zjawiska społeczne. Spotyka się z miejscowymi studentami, filozofem, który zyskał nieśmiertelność, a także z członkiem zakonu repenitentów, rozpamiętujących wielką wojnę Luzanii z nieistniejącą już Kliwią Czarną.
Appendix – zawiera krótki słowniczek terminów, używanych przez Tichego w opisach Kurdlandii i Luzanii.

## Problemy poruszane w książce
- stosunek między naturą i kulturą
- narzucanie norm etycznych przez maszyny
- stosunek cywilizacji pozaziemskich do człowieka i jego problemów
- problem nieśmiertelności
- problem likwidacji zła

## Recenzje
- Maciej Parowski, LF, czyli Lem-Fiction, "Nowa Fantastyka", 3/82, s. 54-55